# Bernd Jäger
Bernd Jäger (n. 18 noiembrie 1951, Kahla, Republica Democrată Germană, Germania) este un gimnast artistic ce a reprezentat Republica Democrată Germană, medaliat olimpic. A participat la o ediție a Jocurilor Olimpice (1976) în care a câștigat o medalie de bronz.

## Participări
Lista de mai jos prezintă principalele competiții la care a participat Bernd Jäger de-a lungul carierei.
- gymnastics at the 1976 Summer Olympics – men's artistic team all-around[*]